# Troedovoje (kraj Primorje)
Troedovoje (Russisch: Трудовое; "arbeid") is een plaats (posjolok) in het stadsdistrict van de stad Vladivostok in de Russische kraj Primorje. Tot 2004 was het een nederzetting met stedelijk karakter en sindsdien vormt het de grootste rurale nederzetting van het hele Russische Verre Oosten. Troedovoje ligt aan de oever van de Amoerbaai op 33 kilometer ten noordoosten van Vladivostok en 15 kilometer van de sta Artjom. Het telde 18.935 inwoners bij de volkstelling van 2002 tegen 17.278 bij die van 1989.
In de plaats bevinden zich een baksteenfabriek en een onderzoekstation voor fruit en bessen. Bij de plaats bevinden zich steenkoolmijnen. De plaats heeft een station (Oegolnaja; "steenkool") aan de spoorlijn Chabarovsk - Vladivostok.